# Veronica Lazăr
Veronica Lazăr (Bucarest, 6 d'octubre de 1938 – Roma, 8 de juny de 2014) va ser una actriu romanesa que es va establir a Itàlia al començament dels anys 1960 i hi va fer carrera, tant al teatre i a la televisió com al cinema italià.

## Biografia
El primer paper de Veronica Lazăr al cinema va ser el d'un cadàver, el de la dona morta del personatge Paul (interpretat per Marlon Brando), que l'obliga a apamar un immoble parisenc en L'Últim Tango a París (1972). Bernardo Bertolucci la fa a continuació actuar en La lluna l'any 1979.
Se la troba en dues pel·lícules de Dario Argento: Inferno on interpeta La mare de les Tenebres i La sindrome de Stendhal on interpreta la mare de Maria (l'artista francesa). Lucio Fulci la fa actuar en el seu mític El més enllà, on la seva mort és horrible.
Actua igualment en l'adaptació al cinema de la novel·la de Paul Bowles, Un te al Sàhara, que li permet retrobar Bernardo Bertolucci, en Identificació d'una dona i Per-delà els núvols de Michelangelo Antonioni. És la filla d'un militant comunista i ella mateixa, membre del partit comunista italià.

## Vida personal
El 1966, es casa amb l'actor italià Adolfo Celi (1922-1986), amb qui tenen el 1968, Leonardo Celi, que serà director de cinema, i el 1970 Alessandra Celi, que esdevindrà actriu.

## Filmografia
- 1972 : L'últim tango a París (Ultimo tango a Parigi), de Bernardo Bertolucci
- 1979 : La lluna (La Luna), de Bernardo Bertolucci
- 1980 : Inferno, de Dario Argento
- 1981 : E tu vivrai nel terrore - La aldilà, de Lucio Fulci
- 1981 : Les Ailes de la colombe, de Benoît Jacquot
- 1982 : Identificazione di una donna, de Michelangelo Antonioni
- 1989 : Berlín-Jerusalem, d'Amos Gitaï
- 1990 : The Sheltering Sky, de Bernardo Bertolucci
- 1990 : lIlsole buio de Damiano Damiani
- 1995 : Al di là delle nuvole, de Michelangelo Antonioni i Wim Wenders
- 1996 : La sindrome di Stendhal, de Dario Argento
- 2002 : El misteri de Ginostra (Ginostra) , de Manuel Pradal
- 2012 : Moi et toi, de Bernardo Bertolucci: l'àvia de Lorenzo